# Pójvistnevo
Pójvistnevo (del ruso: Похвистнево) es una ciudad del óblast de Samara, en Rusia, centro administrativo del raión homónimo. Está situada sobre la orilla izquierdo río Bolshói Kinel, a 140 km al nordeste de Samara. Su población alcanzaba en 2009 los 28.300 habitantes.

## Historia
Pójvistnevo se fundó el año 1888 por la construcción del ferrocarril Zlatoust-Samara, que se prolongaría hasta Cheliábinsk. ENtre los años 1902 y 1904, la estación de ferrocarril fue engrandada, dado el desarrollo de la ciudad. En 1935, Pójvistnevo se convierte en centro administrativo de raión. En 1939 se descubren yacimientos petrolíferos en sus alrededores. Tiene estaus de ciudad en 1947.

## Demografía
| 1939  | 1959   | 1970   | 1979   | 1989   | 2002   | 2009   |
| ----- | ------ | ------ | ------ | ------ | ------ | ------ |
| 6 600 | 23 100 | 26 100 | 25 700 | 27 800 | 27 973 | 28 300 |

## Cultura y lugares de interés
La ciudad cuenta desde 1995 con un museo local.

## Economía
En los alrededores la compañía Samaraneftegaz (su filial Kinelneft) extrae petróleo. Por otro lado, hay una fábrica de maquinaria (Avers M) así como empresas dedicadas al sector de la construcción y a la industria de los alimentos.

## Ciudades hermanadas
- Prenzlau, Alemania (1997).